# フォービドゥン/呪縛館
『フォービドゥン/呪縛館』（原題:The Disappointments Room）は2016年に公開されたアメリカ合衆国のホラー映画である。監督はD・J・カルーソー、主演はケイト・ベッキンセイルが務めた。本作は日本国内で劇場公開されなかったが、2017年5月2日にDVDが発売された。

## ストーリー
幼い娘、キャサリンを亡くした悲しみから立ち直るために、バロー一家（デイナ、デヴィッド、ルーカス）はブルックリンからノースカロライナ州の田舎町に引っ越すことにした。新居は19世紀に建築された邸宅だったが、所有者が亡くなってからというもの、買い手がつかずに荒廃していた。一家はそこに住むことにしたのである。引っ越して早々、デイナは悪夢に悩まされるようになった。ある日、デイナが庭を歩いていると、凧の絵が描かれた墓石を発見した。その直後、突如として家の屋根裏部屋から光が漏れ出てきた。屋根裏に上ったデイナは設計図に記載されていない部屋があることに気が付いたが、その部屋は施錠されていた。ほどなくして、デイナは偶然その部屋の鍵を発見した。翌日、デイナが隠し部屋に入ると、突然扉が閉まった。閉じ込められたデイナは父親に虐待される少女の幻影を見た後、そのまま倒れ込んでしまった。
デイナが目を覚ますと、部屋の扉は既に開いていた。デイナはこの一件に大きく動揺し、屋敷の持ち主であったアーネスト・R・ブラッカーについて調べ始めたところ、アーネストの娘、ローラがキャサリンと同じ日に亡くなっていたことを知った。ますます不気味に思ったデイナは近所に住む郷土史家、ジュディスの下を訪ねた。アーネストは富裕層や貴族階級の依頼で、屋根裏部屋に障害を抱えた彼/彼女らの子供たちを監禁・虐待していたのである。それからというもの、デイナは屋敷とブラッカー家の歴史を調べることに没頭したが、幻覚はますます鮮明になり、そのストレスと不安からデヴィッドとルーカスに当たり散らすようになった。そんなある日、デイナは合わせ鏡の裏に隠されていた絵を発見した。その絵にはアーネストとその妻が描かれていた。不穏なものを感じ取ったデイナは絵を直ちに焼却した。
真実を追い続けるデイナは近所の大工に庭の墓を掘り返させることにした。作業中、突如としてアーネストの亡霊が現れ、大工をショベルで撲殺し近くの木に吊した。大工の遺体を発見した直後、屋根裏から再び光が漏れてきた。隠し部屋に入ったデイナはついにブラッカー家の真実を知ることになった。

## キャスト
- ケイト・ベッキンセイル - デイナ・バロー
- メル・レイド - デヴィッド・バロー
- ジェラルド・マクレイニー - アーネスト・R・ブラッカー
- ルーカス・ティル - ベン・フィリップス・Jr
- ダンカン・ジョイナー - ルーカス・バロー
- マイケル・ランデス - テディ
- ミカエラ・コンリン - ジュールス
- セリア・ウェストン - マーティ・モリンソン
- エラ・ジョーンズ - ローラ・ブラッカー
- マルシア・デ・ルース - ジュディス
- ジョエリー・フィッシャー - アッシャー医師
- ジェニファー・リー・マン - ミセス・ブラッカー

## 製作
2014年7月10日、本作の主演にケイト・ベッキンセイルが起用されたと報じられた。9月15日、ジェラルド・マクレイニーの出演が決まったとの報道があった。10月21日、ミカエラ・コンリンがキャスト入りした。

## 公開
配給元のレラティヴィティ・メディアは本作を2015年9月25日に全米公開する予定だった。しかし、2015年7月30日、レラティヴィティ・メディアが経営破綻したため、本作の配給権が売りに出されるとの報道があった。12月4日、レラティヴィティ・メディアは本作を2016年3月25日に全米公開すると発表した。2016年3月14日、本作の全米公開日が同年11月18日に延期された。8月、ローグ・ピクチャーズが本作の全米配給を行うことになったが、その際、本作の全米公開日は2016年9月9日に再度延期された。

## マーケティング・興行収入
2016年8月25日、本作のオフィシャル・トレイラーが公開された。
本作は『ハドソン川の奇跡』、『ロビンソン・クルーソー』、『サロゲート -危険な誘い-』と同じ週に公開され、公開初週末に200万ドル前後を稼ぎ出すと予想されていたが、実際の数字はそれを下回るものとなった。2016年9月9日、本作は全米1554館で公開され、公開初週末に140万ドルを稼ぎ出し、興行収入ランキング初登場17位となった。

## 評価
本作は批評家から酷評されている。映画批評集積サイトのRotten Tomatoesには23件のレビューがあり、批評家支持率は0%、平均点は10点満点で3.1点となっている。サイト側による批評家の見解の要約は「『フォービドゥン/呪縛館』（The Disappointments Room）はスリラー映画であるにも拘わらずスリルの欠片もない作品であり、そのタイトル通りガッカリ（Disappoint）させられる出来である。出演者は同作に出てしまったことを後悔しているだろうし、観客も同作を見てしまったことを後悔するだろう。」となっている。また、Metacriticには7件のレビューがあり、加重平均値は31/100となっている。なお、本作のCinemaScoreはDとなっている。